# László Erika
László Erika (Budapest, 1954. október 30. –) magyar író. Komoly témákról ír könnyed, olvasmányos stílusban, valós történeteinek hősei többé-kevésbé kilógnak a sorból. 2021-ig tíz regénye jelent meg, a Kis Magyar Szépségipar önéletrajzi ihletésű.

## Élete
Tanulmányait zeneiskolában kezdte, majd közgazdasági szakközépiskolában folytatta. Utóbbinak előnye is volt, megtanult tíz ujjal, „vakon” gépírni. Mivel nem szívelte a reál tantárgyakat, inkább az ELTE magyar–angol szakára jelentkezett. Háromszor tett felvételi vizsgát, és közben elvégzett egy évet az egri Eszterházy Károly Főiskola tanári szakán. Egyetemi évei alatt filozófiát, pszichológiát is tanult, újságot írt, vitorlázórepült, hőlégballonozott, túrakerékpározott. Szakdolgozatát „A világvallások szerepe a magyar irodalomban” témából tervezte megírni, végül túl nagynak találta a feladatot és inkább Dosztojevszkij: Bűn és bűnhődéséről készített értékorientációs műelemzést.
Diplomája kézhezvétele után rövid ideig tanított, majd idegenvezető lett, és bejárta a fél világot. Az idegenvezetés inspirálta az írásra. Első regénye, a „Mindenütt jó, de…” egy botrányosan megszervezett indiai társasutazás szórakoztató történéseiről szól. Az idegenvezetésbe belefáradva, több mint húsz év után pályát váltott, beiratkozott becsüs iskolákba és a műkereskedelemben helyezkedett el. Jelenleg szellemi szabadfoglalkozású.

## Könyvei, témaválasztása
Műveiben az átlagemberek előtt elzárt világok titkait igyekszik feltárni. Az I love lóvé című könyvében az idegenforgalom, az Egymillió először… (I love lóvé 2.) című regényében a műkereskedés pénzszerző machinációit leplezi le, karriertörténetbe ágyazva. A Szerelmem, Krisztina egy zenetanárnőnek kislánytanítványa iránt érzett szerelméről, kiközösítéséről és vesszőfutásáról szól, a Transziregény pedig mélyreható bepillantást enged a melegek, transzvesztiták és transz-szexuálisok világába – a férfiból nővé átváltozó Marlon Xtravaganza akrobata-bártáncos életén és kalandjain keresztül.
2017-ben megjelent regénye, a Kis Magyar Szépségipar önéletrajzi ihletésű. A változás korával és az idősödéssel őszintén szembenéző szerző elmeséli félresikerült plasztikai sebészeti műtétjét és annak összes következményét, bevezeti az olvasót a felelősséget nem vállaló, pénzéhes orvosok, a velük összejátszó, hamis igazságügyi szakértők, valamint a műhibaperek és az igazságszolgáltatás világába. A Félistenek (orvosi és bírói műhibatörténetek) 2021-ben jelent meg. A regény legsikerültebb epizódjai a „Felmentésem fontos üzenet” és a „Bosszút áll az igazságügyi szakértő” címűek.

## Regényei
- Mindenütt jó, de… (László E. Piroska szerzői néven, Skíz Könyv- és Lapkiadó Kft., 1991)
- Léggömb és szerelem (László E. Piroska szerzői néven, Ifjúsági Lap- és Könyvkiadó, 1991)
- I love lóvé (Európa Könyvkiadó, 1996) – cseh kiadás: Miluju prachy (Knižní klub, Praha, 1999)[1]
- Így utazunk mi (Magyar Könyvklub, 1997)
- Szerelmem, Krisztina (Európa Könyvkiadó, 1998)
- Egymillió először… /I love lóvé 2./ (Ulpius-ház Könyvkiadó, 2006)
- Félelmetes fenevadak – depresszió, pánikbetegség (M-Érték Kiadó, 2007)
- Transziregény (Európa Könyvkiadó, 2015)
- Kis Magyar Szépségipar (Stúdium Plusz Könyvkiadó, 2017)
- Félistenek - orvosi és bírói műhibák (K.u.K. Kiadó, 2021)

## Videó
- Transziregény - sajtóbemutató